# 出雲崎站
出雲崎站（日语：／ Izumozaki eki */?）是位於新潟縣三島郡出雲崎町大字大門，東日本旅客鐵道（JR東日本）的越後線車站。

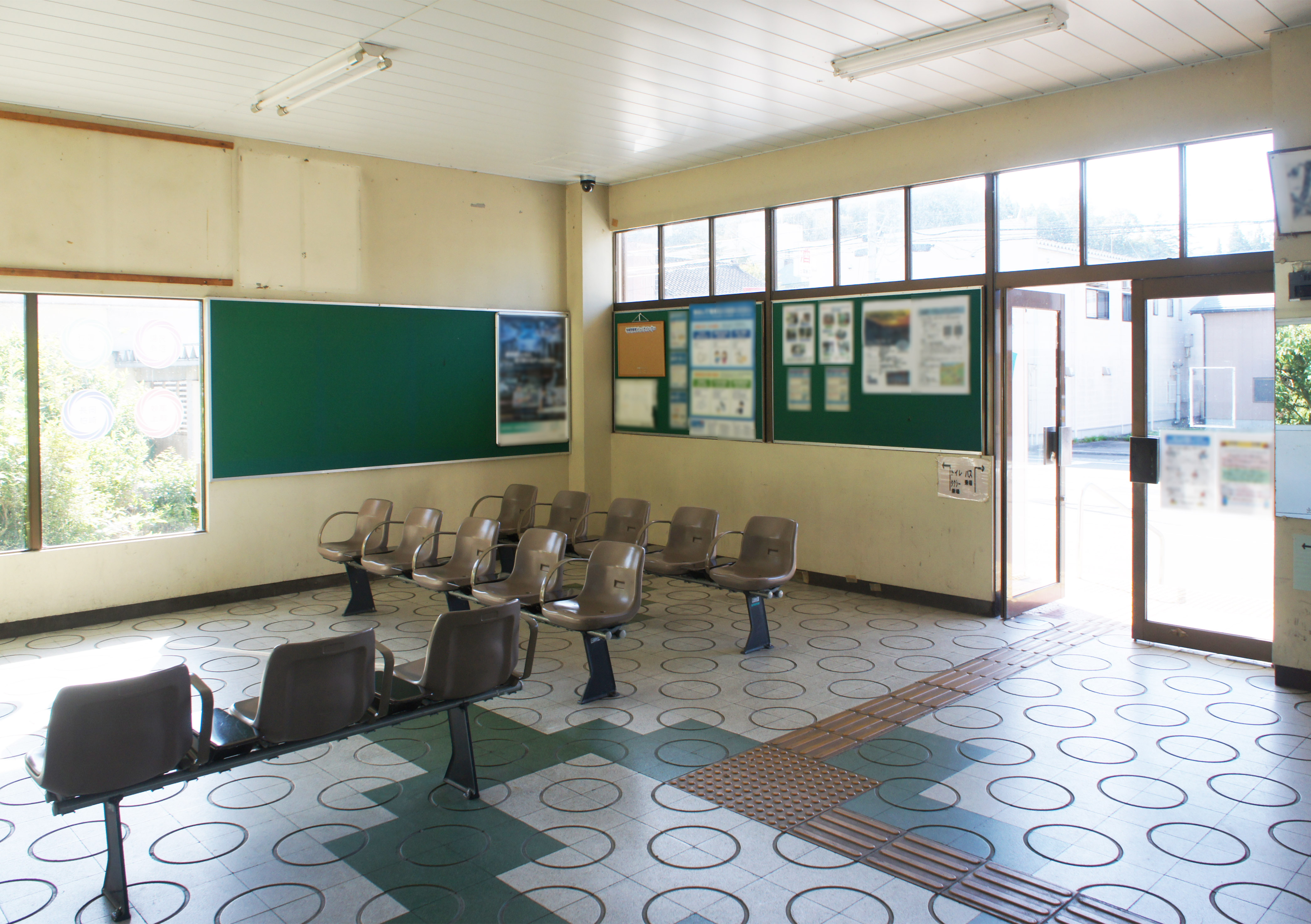
車站內部(2021年9月)

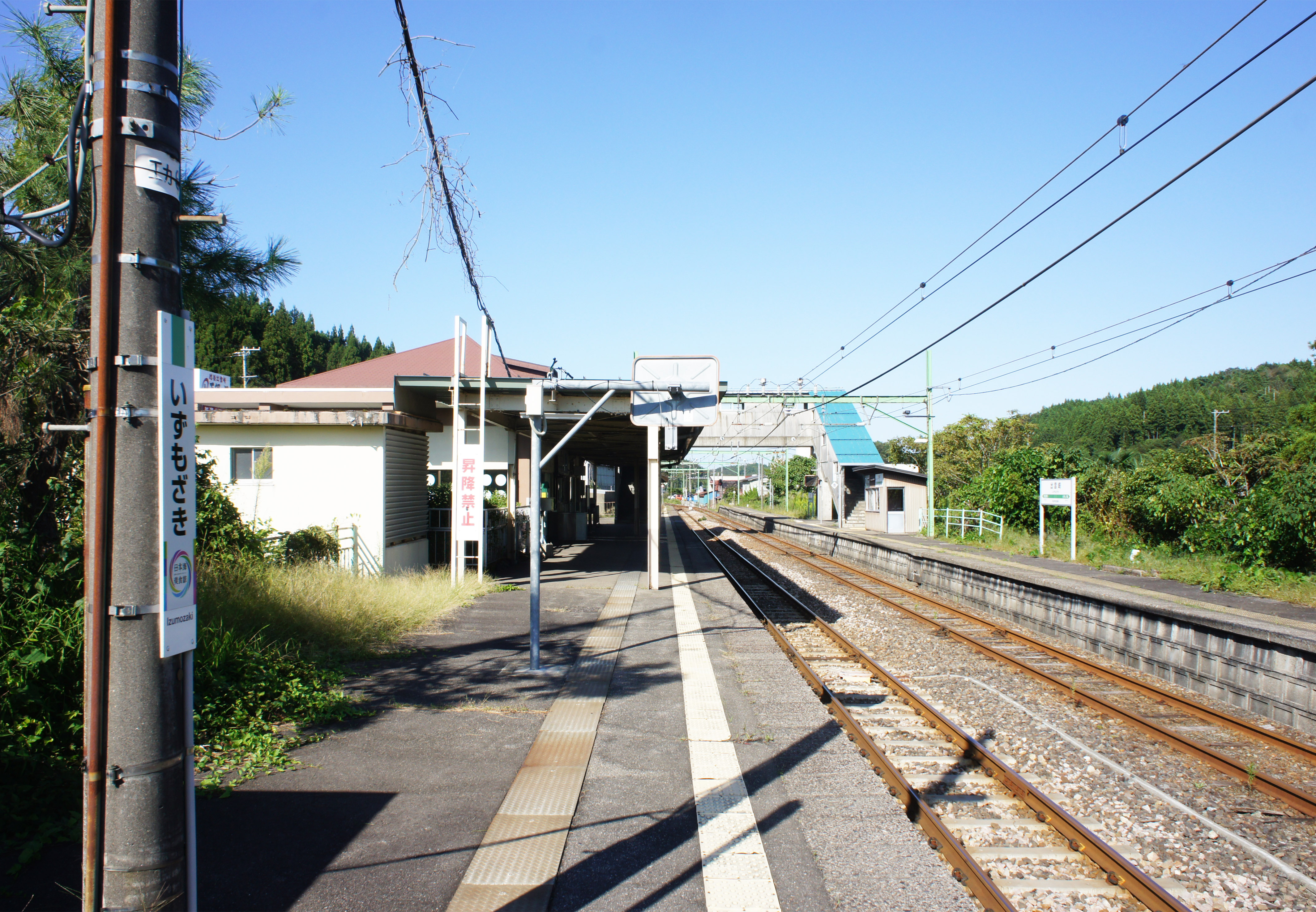
月台(2021年9月)

## 歷史
- 1912年（大正元年）12月28日：越後鐵道 石地至此站之間開通，此站啟用[1]。
- 1913年（大正2年）4月20日：越後鐵道 此站至地藏堂（現時為分水）之間開通。
- 1927年（昭和2年）10月1日：越後鉄道被國有化，柏崎至白山之間全線隸屬國鐵越後線（後來白山至新潟也編入至越後線）。
- 1973年（昭和48年）12月1日：結束貨物起卸業務。
- 1981年（昭和56年）：車站大樓翻新[1]。
- 1987年（昭和62年）4月1日：伴隨國鐵分割民營化，車站由東日本旅客鐵道（JR東日本）營運。

## 車站構造

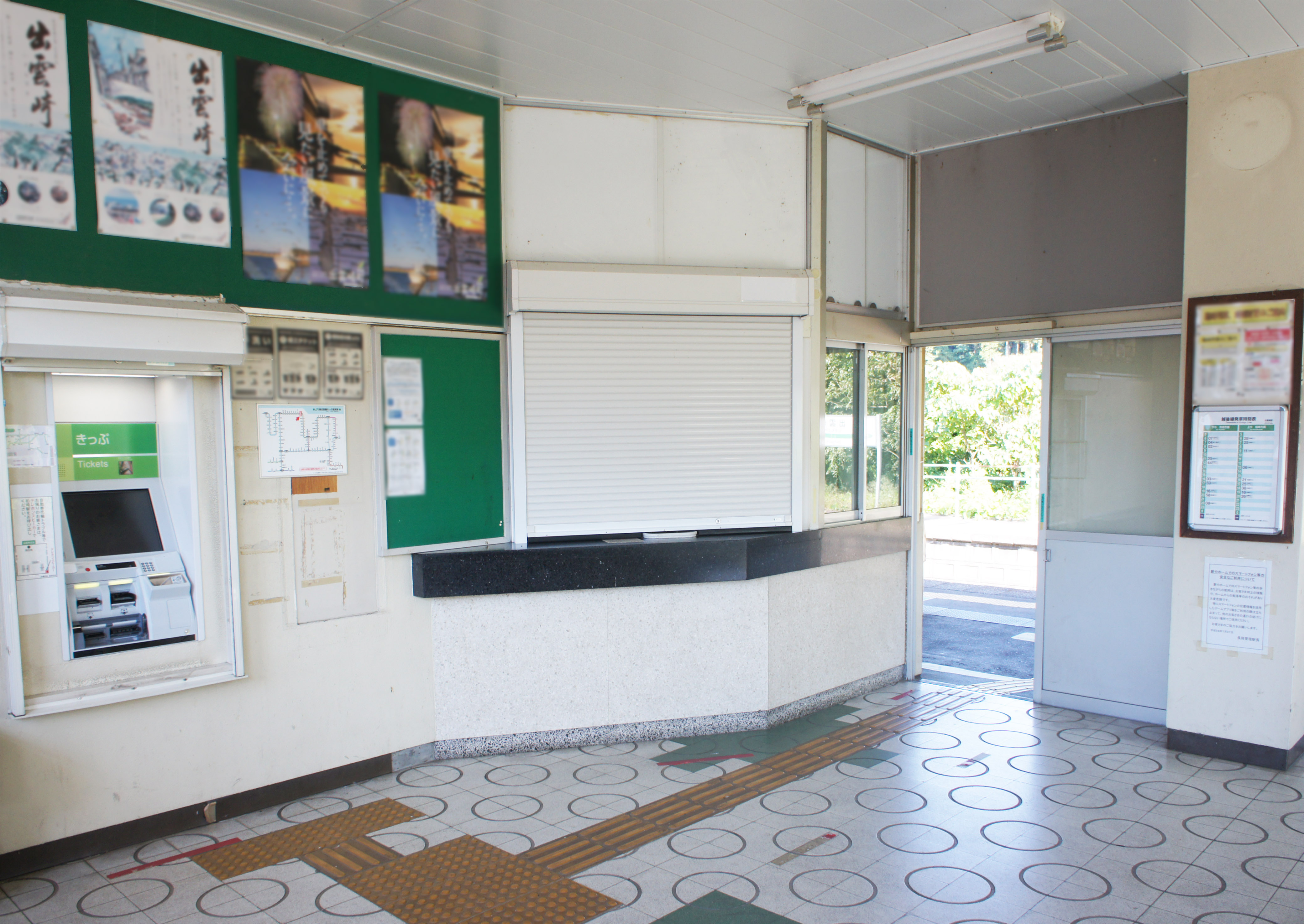
檢票口(2021年9月)

車站是一座地面車站，設有2面2線的相對式月台，各月台之間設有跨線橋連接。在列車不需要進行交會時，兩方向的列車都是停靠於靠近車站大樓（西邊）的1號月台。
此站是由長岡站管理的業務委託車站，委托JR新潟Business負責車站業務。
在車站內設有有人檢票口暨綠色窗口（營業時間:7:10 - 17:10）、輕觸式自動售票機和候車室。廁所位於車站大樓右邊。

### 月台
| 月台 | 路線    | 上下行 | 方向           | 備註            |
| ---- | ------- | ------ | -------------- | --------------- |
| 1    | ■越後線 | 下行   | 吉田、新潟方向 |                 |
| 1    | ■越後線 | 上行   | 柏崎方向       | 主要使用1號月台 |
| 2    | ■越後線 | 上行   | 柏崎方向       | 列車交會時使用  |

## 使用狀況
根據「JR東日本」的資料，在2019年度（令和元年度）1日平均乘車人次為150人。
以下為近年乘車人次變化列表：
| 乘車人次變化       | 乘車人次變化     | 乘車人次變化    |
| 年度               | 1日平均 乘車人次 | 參考資料        |
| ------------------ | ---------------- | --------------- |
| 2000年（平成12年） | 261              | [ 利用客数 2 ]  |
| 2001年（平成13年） | 240              | [ 利用客数 3 ]  |
| 2002年（平成14年） | 222              | [ 利用客数 4 ]  |
| 2003年（平成15年） | 229              | [ 利用客数 5 ]  |
| 2004年（平成16年） | 239              | [ 利用客数 6 ]  |
| 2005年（平成17年） | 244              | [ 利用客数 7 ]  |
| 2006年（平成18年） | 241              | [ 利用客数 8 ]  |
| 2007年（平成19年） | 244              | [ 利用客数 9 ]  |
| 2008年（平成20年） | 247              | [ 利用客数 10 ] |
| 2009年（平成21年） | 232              | [ 利用客数 11 ] |
| 2010年（平成22年） | 244              | [ 利用客数 12 ] |
| 2011年（平成23年） | 233              | [ 利用客数 13 ] |
| 2012年（平成24年） | 215              | [ 利用客数 14 ] |
| 2013年（平成25年） | 216              | [ 利用客数 15 ] |
| 2014年（平成26年） | 202              | [ 利用客数 16 ] |
| 2015年（平成27年） | 215              | [ 利用客数 17 ] |
| 2016年（平成28年） | 212              | [ 利用客数 18 ] |
| 2017年（平成29年） | 179              | [ 利用客数 19 ] |
| 2018年（平成30年） | 158              | [ 利用客数 20 ] |
| 2019年（令和元年） | 150              | [ 利用客数 1 ]  |

## 車站周邊

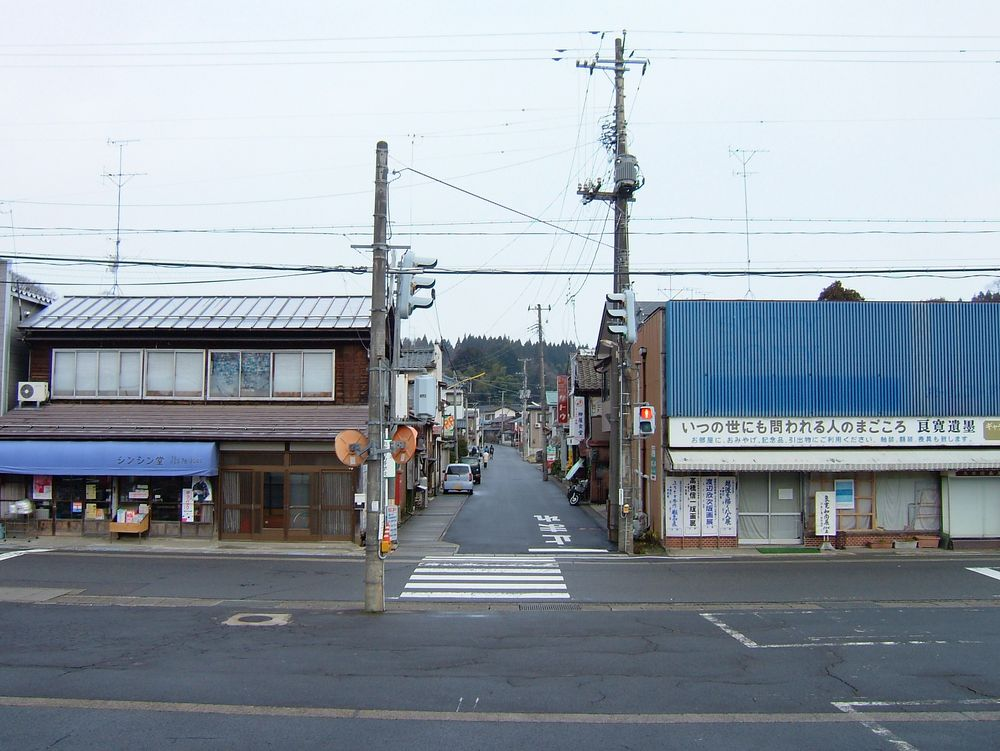
站前風景

此站是位於出雲崎町內陸一方的玄關口。在車站周邊設有町公所和學校，町內主要設施都在這裡。國道116號（出雲崎繞道）在車站附近通過。在車站距離4公里處設有後述的「出雲崎車廠」，並設有巴士路線從該處開出。與此站相似情況的還有越後線寺泊站（前：大河津站）。
車站步行圏內
- 出雲崎町公所
- 新潟縣立出雲崎高等學校（日语：新潟県立出雲崎高等学校）
- 出雲崎町立出雲崎中學（日语：出雲崎町立出雲崎中学校）
- 出雲崎町立出雲崎小學
- 出雲崎郵局

宿場町「出雲崎」一方
- 道之驛越後出雲崎天領之里（日语：道の駅越後出雲崎天領の里）
  - 出雲崎石油紀念館
  - 天領出雲崎時代館
- 良寛紀念館
  - 良寛和夕日之丘公園（新潟觀光勝地100選之第1位）

## 巴士路線

越後線沿線的巴士路線圖

在站前設有越後交通的「出雲崎站前」巴士站。詳細可參見「越後交通 柏崎地區時間表 （页面存档备份，存于）」。前往出雲崎車廠的班次是配合了鐵路時間表。
- 出雲崎站前巴士站
  - 經中永、脇野町、福戶、日赤醫院 前往長岡站前
  - 前往大寺
  - 前往出雲崎車廠

此外，在町內設有行走於町內所有地方的出雲崎町需求交通。

## 相鄰車站
東日本旅客鐵道（JR東日本）
■越後線
小木之城－出雲崎－妙法寺

## 注腳

### 使用狀況
1. 1 2  . 東日本旅客鉄道.   [2020-07-18]. （原始内容存档于2020-07-10） （日语）.
2. ↑  . 東日本旅客鉄道.   [2019-04-08]. （原始内容存档于2018-02-13） （日语）.
3. ↑  . 東日本旅客鉄道.   [2019-04-08]. （原始内容存档于2019-04-02） （日语）.
4. ↑  . 東日本旅客鉄道.   [2019-04-08]. （原始内容存档于2019-04-02） （日语）.
5. ↑  . 東日本旅客鉄道.   [2019-04-08]. （原始内容存档于2019-04-02） （日语）.
6. ↑  . 東日本旅客鉄道.   [2019-04-08]. （原始内容存档于2019-04-02） （日语）.
7. ↑  . 東日本旅客鉄道.   [2019-04-08]. （原始内容存档于2019-04-02） （日语）.
8. ↑  . 東日本旅客鉄道.   [2019-04-08]. （原始内容存档于2019-04-02） （日语）.
9. ↑  . 東日本旅客鉄道.   [2019-04-08]. （原始内容存档于2019-04-02） （日语）.
10. ↑  . 東日本旅客鉄道.   [2019-04-08]. （原始内容存档于2019-02-22） （日语）.
11. ↑  . 東日本旅客鉄道.   [2019-04-08]. （原始内容存档于2019-04-02） （日语）.
12. ↑  . 東日本旅客鉄道.   [2019-04-08]. （原始内容存档于2019-04-02） （日语）.
13. ↑  . 東日本旅客鉄道.   [2019-04-08]. （原始内容存档于2019-04-02） （日语）.
14. ↑  . 東日本旅客鉄道.   [2019-04-08]. （原始内容存档于2019-03-27） （日语）.
15. ↑  . 東日本旅客鉄道.   [2019-04-08]. （原始内容存档于2019-03-06） （日语）.
16. ↑  . 東日本旅客鉄道.   [2019-04-08]. （原始内容存档于2019-03-06） （日语）.
17. ↑  . 東日本旅客鉄道.   [2019-04-08]. （原始内容存档于2019-03-23） （日语）.
18. ↑  . 東日本旅客鉄道.   [2019-04-08]. （原始内容存档于2019-02-14） （日语）.
19. ↑  . 東日本旅客鉄道.   [2019-04-08]. （原始内容存档于2019-03-25） （日语）.
20. ↑  . 東日本旅客鉄道.   [2019-07-23]. （原始内容存档于2019-07-05） （日语）.

## 外部連結
- 車站資訊（出雲崎）：東日本旅客鐵道（日語）